# 部分準備銀行制度
部分準備銀行制度（ぶぶんじゅんびぎんこうせいど、英語: fractional-reserve banking）とは、世界中の市中銀行が実践している銀行の最も一般的な形態であり 、銀行は預金者から預金を受け入れ、借り手に融資を行いながらも、銀行が負う預金負債のごく一部に相当する金額を準備に回す。銀行支払準備金は、銀行が持つ現金または中央銀行口座の残高という形で保有される。中央銀行は、「準備預金制度」または「支払準備率」と呼ばれる、銀行が流動資産で保有しなければならない最低額を決定する。準備預金の総額は中央銀行預け金の総額よりも少なくなるため、この最低額を超えて保有し、超過準備を持つ銀行が生じる。
銀行預金は通常比較的短いデュレーションであるが、銀行による貸付はより長期間のものであるケースが多く、これにより、銀行は預金者が資金を引き出す際の流動性を確保するために準備金を保有する必要性が生じる。銀行は、預金者の一部（または「ごく一部」）しか同時に預金を引き出そうとはしないだろうという期待の下、負債のごく一部のみを支払準備金として保有している。したがって、預金者が銀行が保有する準備金よりも多くの預金を引き出そうとした場合、予期しない取り付け騒ぎが発生する可能性がある。その場合、流動性不足に陥った銀行は、インターバンク貸付市場で他の銀行から借り入れを行う場合がある。あるいは、（銀行間での流動性が全般的に不足している場合）、中央銀行は、この短期的な流動性不足を補う資金を銀行に供給する最後の貸し手としての役割を果たすことがある。 
銀行は自身の預金債務よりも少ない額の準備金を保有しており、預金債務はそれ自体がカネと見なされるため、部分準備銀行制度では、マネーサプライがもともと中央銀行によって作成された基礎となるマネタリーベースを超えることができる。ほとんどの国では、中央銀行（またはその他の金融政策当局）が銀行の信用創造を規制し、準備預金制度と自己資本比率の遵守を課している。これにより、銀行は支払能力を維持し、預金の引き出し需要に耐えられるだけの手元資金を保持することができ、銀行システムにおける信用創造の過程を制限することにも用いられる。ただし、中央銀行は通常、マネーサプライを直接管理するのではなく、 銀行の信用供与とインフレ率を制御するため、インフレターゲットを追求する。

## 歴史
部分準備銀行制度は、政府の金融当局の生まれる前から存在し、通常、すべての預金者が同時に支払いを要求するわけではないという銀行家の認識から、何世紀も前に誕生した。
かつては、硬貨や貴重品を安全が保たれた保管庫に保管するために、金と銀を金細工職人に預け、預け入れと引き換えに約束手形を受け取った（アムステルダム銀行を参照）。これらの約束手形は商取引の交換手段として受け入れられ、初期の流通紙幣となった。約束手形は貿易で直接使用されていたので、金細工職人は、すべての紙幣が同時に償還されることは通常ないことに気づき、利付ローンや手形に硬貨の準備金を投資する機会を見出した。これにより、金細工人は収入を得られたが、支払用の準備金よりも多く発行された約束手形が残された。金細工職人の役割は、安全な保管のための手数料を請求する地金の受動的な保管所から、利子を払い、利子を得る銀行へと変化していった。こうして、部分準備銀行制度が誕生した。
しかし、債権者（もともと預かっていた金の手形の所有者）が銀行の手形の支払い能力を信用しなくなると、多くの人が同時に手形を償還しようとする。その対応として、銀行がローンを要請したり、証書を売ったりすることで十分な資金を調達できなければ、銀行は支払い不能（インソルベンシー）に陥るか、手形の債務不履行に陥る。このような状況は取り付け騒ぎと呼ばれ、初期の銀行の多くを倒産させた。
このような初期の金融危機が中央銀行の創設につながった。スウェーデン・リクスバンクは、1668年に設立された世界初の中央銀行である。17世紀後半には、多くの国がこれに倣って中央銀行を設立し、中央銀行は準備預金の要件の設定、およびそのような資産（マネタリーベースという）を保持することが求められる形態を規定する法的権限を与えられた。銀行の破綻と金融危機の影響を緩和するために、中央銀行には、銀行の貴金属準備金の保管を一元化し、銀行の取り付け騒ぎの際の金の移転を容易にする権限、商業銀行を規制する権限、準備金要件を課す権限、取り付け騒ぎが起こった場合に最後の貸し手となる権限などが与えられた。中央銀行の出現は、部分準備銀行制度につきものの取り付け騒ぎのリスクを軽減し、今日のように部分準備銀行制度を継続することができた。
20世紀には、中央銀行の役割は、インフレ率、失業率、国際収支など、様々なマクロ経済政策変数に影響を与えたり、管理したりすることまで含むようになった。このような政策を実施する過程で、中央銀行は時折、金利や準備預金の所要額、マネーサプライとマネタリーベースの様々な指標を管理しようと試みてきた。

## 規制の枠組み
ほとんどの法制度では、銀行預金はベイルメントではなく、日本の法制度においては消費寄託である。言い換えれば、預金は預金者の所有物ではなくなるのである。預金は銀行の所有物になり、預金者は預金口座（当座または普通預金口座）という資産を受け取る。その預金口座は銀行の貸借対照表上の負債である。各銀行は、指定された準備預金の倍数まで信用供与を行うことが法的に許可されているため、預金負債の支払いを履行するのに使用できる準備金は、銀行が要求払預金の皆済のため支払義務のある総額よりも少ない。
部分準備預金制度は通常円滑に機能する。いつでも支払いを要求する預金者は比較的少なく、銀行は預金者の現金引き出しやその他の資金需要をカバーするための準備金のバッファーを維持している。ただし、取り付け騒ぎや金融危機の際には、引き出し需要が銀行の資金バッファーを上回ることがあり、銀行は債務不履行を避けるために追加の準備金を調達せざるを得なくなる。銀行は、追加借入（銀行間貸付市場または中央銀行からの借入など）、資産売却、または短期借入金の募集などによって資金を調達することができる。債権者が銀行が準備金を使い果たしたり、インソルベンシーに陥ったりすることを恐れれば、他の預金者が残りの準備金を引き出す前に、できるだけ早く預金を引き出そうとするインセンティブが働く。このように、取り付け騒ぎの恐怖は、実際に危機を悪化させる可能性があるのである。
現代の銀行規制と中央銀行の慣行の多くは、決済の集中クリアリング、中央銀行の管轄銀行への融資、規制監査、政府が管理する預金保険など、このような取り付け騒ぎの発生を防止するために設計されている。

## 経済機能
部分準備銀行制度により、銀行は信用供与を行うことが可能になり、預金者が即座に流動性を得られることを意味する。銀行はまた、借り手に長期の融資を提供し、資金の金融仲介機関としての役割も持つ。 流動性の低い形態の預金（定期預金など）やリスクの高いクラスの金融資産（株式や長期債など）は、預金者の資産を一定期間固定化し、必要に応じて利用できなくする可能性がある。このような部分準備銀行制度の「短く借りて長く貸す」、つまり満期変換機能は、多くの経済学者いわく、商業銀行システムの重要な機能であると考えられる役割である。
部分準備銀行制度の過程で、その経済のマネーサプライが拡大するだけでなく、銀行が預金者の引き出しに対応できなくなるリスクも高める。現代の中央銀行制度では、銀行は銀行間取引で破産のリスクを減らしながら、部分準備銀行を実践することができるようになっている。
さらにマクロ経済理論によれば、十分に規制された部分準備銀行システムは、規制当局にマネーサプライと金利を操作する強力なツールを提供することで、経済にも利益をもたらす。多くの経済学者が、マクロ経済の安定性を促進するため、これらは政府によって調整されるべきであると考えている。

## 信用創造のプロセス
商業銀行が融資を行う場合、銀行は中央銀行の預金のうちごく一部だけを準備預金として保有しており、マネーサプライは融資の規模の分拡大する。このプロセスは「預金乗算（deposit multiplication)」と呼ばれる。
ほとんどの銀行融資の入金は、通貨の形ではない。銀行は通常、借手の預金口座に加えた預金と引き換えに約束手形を受け取ることで融資を行う。このようにして作られた預金は、拘束性預金と呼ばれることもあり、商業銀行による信用創造のプロセスの一環をなす。紙幣や硬貨の形で融資金を発行することは、内部統制における瑕疵であるとみなされている。
また、通貨流出率（一般の人々が商業銀行に紙幣を預けるよりも紙幣を保有する傾向）や安全支払準備率（商業銀行が自主的に保有する法定基準を超える超過準備）も、信用創造のプロセスに影響を与えている。 「超過」準備と手元現金のデータは、日本銀行や米国連邦準備制度が定期的に公表している。

### 貨幣の種類
中央銀行が運営する部分準備銀行システムで創造される貨幣には、以下の2種類がある。
1. 中央銀行の貨幣：貴金属、銀行券、硬貨、商業銀行に貸し出される電子マネー、その他中央銀行が貨幣の形態として選択したものなど、その形態に関わらず、中央銀行が作成または採用した貨幣。
2. 商業銀行の貨幣：商業銀行システムの要求払預金。 「小切手帳」、または単に「クレジット」ともいわれる。

商業銀行に中央銀行の貨幣が預金されると、中央銀行の貨幣は流通から除かれ、商業銀行の準備預金に追加される（ M1マネーサプライの一部にカウントされなくなる）。同時に、同額の新しい商業銀行の貨幣が銀行預金の形で作成される。

## 貨幣乗数
貨幣乗数は、与えられた一定量のベースマネーと準備率に対して、商業銀行が創出しうる広義流動性（ブロードマネー）の最大量を示すために使用されるヒューリスティックな手法である。適格な準備金の一部は銀行の外部で現金として保有されているため、この理論上の最大値に達することはない。中央銀行は最近、ベースマネーの額を固定するのではなく、金利目標を追求して間接的に銀行の信用供与をコントロールしているため、貨幣乗数が示す上限が実際の信用創造に制限を課すことはない。

### 公式
貨幣乗数mは、準備預金所要額Rの逆数である： 
{\displaystyle m={\frac {1}{R}}}

## 世界のマネーサプライ

1959年以降の米国のマネーサプライ（通貨、M1、M2、M3）。2007年1月の「中央銀行貨幣」は7,505億ドル、「商業銀行貨幣」（M2の供給量）は6.33兆ドルとなっている。M1は通貨＋要求払預金、M2はM1に定期預金、貯蓄預金、一部のマネーマーケットファンドを加えたもの、M3はM2に大口定期預金などを加えたものである。 M3のデータは2006年に連邦準備制度が報告を停止したため、終了している。

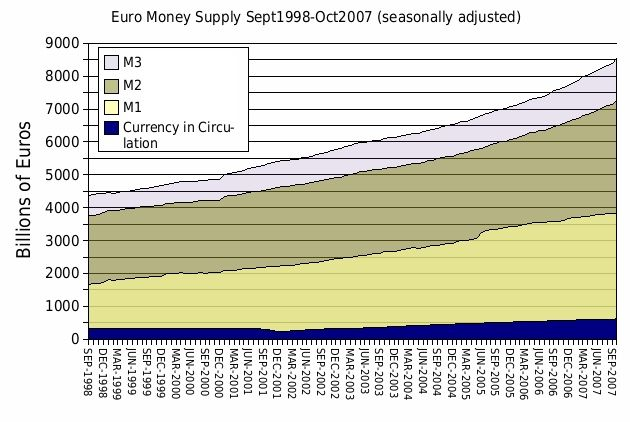
1998年から2007年にかけてのユーロマネーサプライの構成要素

2003年から2021年にかけての日本のマネーサプライ（M1、M2、M3、広義流動性）の推移

部分準備銀行制度が普及している国では、通常、商業銀行の貨幣がマネーサプライの大部分を占めている。商業銀行の貨幣の受け入れと価値は、商業銀行で中央銀行の貨幣と自由に交換できるという事実に基づいている。
（各段階で）銀行が法定所要額を超える準備預金を保有することを選択したり、借り手が一部の資金を遊休状態にしたり、一部の国民が現金を保有することを選択したりするため、このプロセスによる実際のマネーサプライの増加は小さくなる可能性がある。政府の規制はまた、準備預金の要件が満たされている場合でも銀行が融資を行うことを防ぐことにより、信用創造のプロセスに制限をかけるため使用されることがある。

## 規制
部分準備銀行制度の性質上、取り付け騒ぎの可能性があるため、これらの問題に対処することが世界中で中央銀行が設立されている理由の一つとなっている。

### 中央銀行
部分準備銀行制度に関連する政府の統制および銀行規制は、一般的に、一方では銀行券の発行および預金の受入に制限的な要件を課し、他方では銀行が債務不履行に陥った場合に、破産や債権者の請求から救済したり、政府の資金で債権者を保護したりするために利用されてきた。このような措置には以下のようなものがある。
1. 最低準備預金額（Required reserve ratios）
2. 最低自己資本比率
3. 銀行券発行に対する国債預託要件
4. 1844年銀行勅許法（英国）などの銀行券発行に対する100％の限界準備金要件
5. 銀行の債務不履行に対する制裁と債権者からの保護を数か月、あるいは何年もかけて行うことと
6. 取り付け騒ぎへの対抗と銀行の債権者の保護を兼ねた、行き詰った銀行に対する中央銀行のサポートと、銀行券と預金に対する政府保証基金。

### 準備金要件
現在、一般的な準備預金制度の見方は、銀行が次のような事態に陥ることを防ぐことを目的としているというものである。
1. 限られた預金基盤に対して過剰な融資を行うことで、過剰な現金を生み出す。
2. 大量の預金が引き出されたときに、現金の不足が生じる（準備預金は法定の最低所要額とみなされているが、危機や取り付け騒ぎの最中では、準備預金を一時的に使用することも可能であると理解されている）。

一部の法域（欧州連合など）では、中央銀行は日中の準備預金所要額を定めていない。準備預金制度は、銀行が流動性の高い資産を十分に供給できるようにすることで、システムが整然と運営され、国民の信頼が維持されることを目的としている。
その他（米国など）では、中央銀行は常に準備預金を保有することを求めない。つまり、準備預金制度を課していない。
準備預金制度の他にも、銀行が資金を調達する際のローン金額に影響を与える財務指標が存在する。自己資本規制比率は、その中でも最も重要なものであろう。自己資本規制比率を充足するため、金融機関は自己の資本を超えて過剰な融資を行うことができず、銀行のリスクテイクの制限という側面から準備預金制度とは違った形で銀行の過剰融資を防ぐ役割を果たす。

### 銀行の流動性・資本管理
銀行は、債務不履行を避けるために、規制や負債に応じて定められた最低所要準備率を維持しなければならない。実際には、銀行が準備率の目標を設定し、実際の準備率が目標を下回った場合に対応することを意味する。そのような対応として、例えば、以下のようなことが考えられる。
1. 他の資産の売却または清算、または流動性の低い資産の証券化。
2. 新規融資への投資を制限。
3. 資金の借入（要求払可能なものか一定の満期で返済するもの）
4. 株式や資本性証券の追加発行

資金調達の選択肢によってコストも信頼性も異なるため、銀行は次のような低コストで信頼性の高い流動性の源泉を維持する。
1. 他行への要求払預金
2. 市場性のある債券のうち良質なもの

準備金と同様に、それ以外の流動性の源泉も目標をつけて管理される。
銀行が確実かつむだなく資金を借り入れる能力は極めて重要であり、銀行の信用力に対する信頼が流動性にとって重要である理由となっている。つまり、銀行が業務を継続するためには、適切な自己資本を維持し、リスクへのエクスポージャーを効率的に管理する必要があるということである。
現代の銀行の流動性管理方法は、銀行の全資産と負債の満期分析に基づいている（オフバランスシートのエクスポージャーも含まれる場合がある）。資産と負債は、「要求払い」、「1か月未満」、「2〜3か月」などの残存契約満期別に分類される。予測キャッシュフローを算出するうえで、これらの残存契約満期は、借り手の借り換えによる繰り上げ返済や予想される定期預金の更新などの予想されるカウンターパーティの行動を考慮して調整される場合がある。この分析により、将来の多額の資金流出が発生する可能性があることがわかり、銀行はそれが発生する前に対応することが可能になる。シナリオ分析は、銀行特有の危機などのストレスシナリオを含むシナリオを用いて実施される場合もある。

## 銀行のバランスシートと財務指標の架空の例
部分準備銀行制度の例と「準備率」の計算を、以下のバランスシート上で示す。
| 例2：2037年9月30日現在でのANZ国立銀行の貸借対照表 | 例2：2037年9月30日現在でのANZ国立銀行の貸借対照表 | 例2：2037年9月30日現在でのANZ国立銀行の貸借対照表 | 例2：2037年9月30日現在でのANZ国立銀行の貸借対照表 |
| ------------------------------------------------- | ------------------------------------------------- | ------------------------------------------------- | ------------------------------------------------- |
| 資産                                              | 百万NZD                                           | 負債                                              | 百万NZD                                           |
| 現金                                              | 201                                               | 要求払預金                                        | 25,482                                            |
| 中央銀行預け金                                    | 2,809                                             | 定期預金およびその他の借入金                      | 35,231                                            |
| その他の流動資産                                  | 1,797                                             | 他の金融機関に対する債務                          | 3,170                                             |
| 他の金融機関に対する債権                          | 3,563                                             | デリバティブ金融商品                              | 4,924                                             |
| 商品有価証券                                      | 1,887                                             | 買掛金およびその他の負債                          | 1,351                                             |
| デリバティブ金融商品                              | 4,771                                             | 引当金                                            | 165                                               |
| 売却可能資産                                      | 48                                                | 債券                                              | 14,607                                            |
| 純貸付および前受金                                | 87,878                                            | 関係会社間調達                                    | 2,775                                             |
| 関係会社株式                                      | 206                                               | 【劣後】ローン資本                                | 2,062                                             |
| 当期税金資産                                      | 112                                               | 総負債                                            | 99,084                                            |
| その他の資産                                      | 1,045                                             | 株式資本                                          | 5,943                                             |
| 繰延税金資産                                      | 11                                                | 【再評価】準備金                                  | 83                                                |
| 動産・不動産                                      | 232                                               | 利益剰余金                                        | 2,667                                             |
| のれんおよびその他の無形資産                      | 3,297                                             | 総資本                                            | 8,703                                             |
| 総資産                                            | 107,787                                           | 総負債＋純資産                                    | 107,787                                           |

この例では、銀行が保有する現金準備金は30億1,000万NZドル（現金2億100万NZドル＋中央銀行残高28億900万NZドル）、銀行の要求払い預金（負債）は254億8,200万NZドルで、現金準備率は11.81％となっている。

### その他の財務指標
部分準備銀行の分析に使用される重要な財務指標は、現金準備比率であり、これは、現金準備と要求払預金の比率である。ただし、その他の重要な財務指標も、銀行の流動性や、財務力、収益性などを分析するために使用される。
たとえば、上記のANZ国立銀行の貸借対照表を見ると、次の財務指標が得られる。
1. 現金準備率は3,010百万ドル/25,482百万ドル、つまり11.81％となっている。
2. 流動資産準備率は、(2,100百万ドル＋2,809百万ドル＋1,797百万ドル)/25,482百万ドル、つまり18.86%となっている。
3. 自己資本比率は8,703百万ドル/107,787百万ドル、つまり8.07％である。
4. 有形自己資本比率は、(8,703百万ドル-3,297百万ドル)/107,787百万ドルで、5.02%となっている。
5. 総資本比率は、(8,703百万ドル＋2,062百万ドル)/107,787百万ドル、つまり9.99%となっている。

定義が異なれば結果も異なるため、準備率を計算するためには「準備金」という用語をどのように定義するかが重要である。その他の重要な財務比率については、銀行の財務諸表の他の部分の内容に基づく分析が必要となる場合がある。特に、流動性リスクについては、開示内容は財務諸表の注記に組み込まれており、その注記には、銀行の資産・負債の満期分析と流動性の管理方法の説明が記載されている。

## 貨幣制度の教科書的記述に対する批判
オーストラリア準備銀行のグレン・スティーブンス総裁は、「貨幣乗数」について、「ほとんどの実務家は、金融・信用システムが実際にどのように機能しているかについて、かなり不満足な記述であると考えている」と述べた。 
元英国の最高金融規制当局者であるターナー卿は、「銀行は、今でも多くの教科書が示唆しているように、貯蓄者から既存のお金を預かって借り手に貸し出すのではなく、信用とお金を虚無から創造し、借り手に融資を行い、同時に借り手の銀行口座に記帳を行うのだ」と述べた。
元カナダ銀行副総裁のウィリアム・ホワイトは、「数十年前、学術文献では、中央銀行が銀行システムに供給する準備金の重要性と、（貨幣乗数を通じた）貨幣と信用の成長への影響が強調されていたでしょう。今日では、通常の状況下でこのような政策を行う先進国はないということが、より広く理解されています。」と述べた。

## 批判

### 不安定性に基づく批判
1935年、経済学者のアーヴィング・フィッシャーは、大恐慌のデフレ脱却の手段として、100％準備銀行制度を提案した。フィッシャーは次のように書いている。「100パーセントの銀行制度では...連邦準備制度がマネーサプライを絶対的にコントロールできるようになるだろう。現在の預金取扱機関の部分準備銀行制度では、マネーサプライは、短期的には、一般国民の通貨/預金比率や預金機関の超過準備率などの非政策変数によって決定されることを思い出してほしい。」 
今日、金融改革論者は、部分準備銀行制度は支払い不能な負債、不平等の拡大、不可避の破産、そして持続不可能な経済成長につながると主張している。

### 正当性に基づく批判
ヘスース・ウエルタ・デ・ソトやマレー・ロスバードなどのオーストリア学派の経済学者も、部分準備銀行制度を強く批判し、非合法化と犯罪化を求めている。彼らによれば、信用創造はマクロ経済の不安定化を引き起こすだけでなく（オーストリア学派の景気循環理論に基づく）、横領や金融詐欺の一形態であり、世界中の腐敗した政府に対して強い影響力を持つ裕福な銀行家の権力によってのみ合法化されたものだという。アメリカの政治家であるロン・ポールも、オーストリア学派の論拠に基づいて、部分準備銀行制度を批判した。

### 批判への反駁
完全準備銀行制度を参照のこと。